# Keia Mae Sagapolu
Pas d'image ? Cliquez ici

a Compétitions nationales et continentales officielles uniquement.

b Matchs officiels uniquement.
Dernière mise à jour le 16 juin 2025.
Keia Mae Sagapolu, née le 12 mai 2000 à Tacoma (États-Unis), est une joueuse internationale américaine de rugby à XV évoluant au poste de pilier.

## Biographie
Keia Mae Sagapolu naît le 12 mai 2000 à Tacoma aux États-Unis. Elle découvre le rugby à XV au lycée, durant son année de terminale. Elle étudie la communication à la Central Washington University dont l'équipe de rugby évolue en première division universitaire. Mais elle choisit cette université pour la simple raison que c'est la plus proche de chez elle. Elle joue également avec le club du Tacoma Tsunami.
Elle joue en 2024 avec les Leicester Tigers en Championnat d'Angleterre. Cette année-là, elle est appelée en équipe des États-Unis pour jouer la Pacific Four Series.
Keia Mae Sagapolu cumule, à la fin de l'été 2024, onze sélections en équipe des États-Unis quand elle est retenue pour le WXV au Canada. En janvier, elle s'engage avec la franchise australienne des Brumbies pour la saison 2025 du Super Rugby Women's. En mars, elle est sélectionnée avec les Eagles pour jouer la Pacific Four Series. Au mois de juin, elle signe au Loughborough Lightning.

## Palmarès
- Élue joueuse universitaire des États-Unis de l'année en 2023.